# Linia kolejowa Bad Kleinen – Rostock
Linia kolejowa Bad Kleinen – Rostock – dwutorowa, zelektryfikowana główna linia kolejowa w Meklemburgii-Pomorzu Przednim. Jest to jedna z najstarszych i najważniejszych linii kolejowych w Meklemburgii i stanowi część głównej linii Lipsk – Magdeburg – Schwerin – Rostock.

## Trasa
Z dworca Bad Kleinen trasa biegnie w kierunku wschodnim, początkowo północnym brzegiem jeziora Schwerin, przez tereny bogate w lasy i jeziora. Przed stacją Blankenberg (Meckl) przez linię przebiega trasa zamkniętej w 1998 roku linii kolejowej Wismar – Karow. Stacja na linii Wismar – Karow znajduje się na południe od głównej stacji kolejowej. Dolina rzeki o tej samej nazwie znajduje się w pobliżu zamkniętej dla ruchu osobowego stacji kolejowej Warnow (Meckl). Trasa skręca na północny wschód. Za stacją kolejową Bützow, która znajduje się tuż za miastem, linia rozgałęzia się w kierunku Güstrow. Inna trasa z Güstrow łączy się na południe od stacji Schwaan. Po Schwaan ponownie krzyżuje się Warnow. Przed Rostockiem stara linia odchodzi do Friedrich-Franz-Bahnhof. Zakręt do głównego dworca kolejowego to jedyny jednotorowy odcinek trasy i biegnie równolegle do toru z Neustrelitz/Tessin.